# Rho de l'Àguila
Rho de l'Àguila (ρ Aquilae) és una estrella de la constel·lació del Dofí. Havia estat, com indica el seu nom de la constel·lació de l'Àguila quan va rebre la designació de Bayer, però degut al seu moviment propi, el 1992 va passar al Dofí. És una estrella nana blanca de la seqüència principal del tipus A amb una magnitud aparent de +4,94. Està aproximadament a 154 anys llum de la Terra.